# Lawrence Washington (1602-1652)
Pour les articles homonymes, voir Washington.
Lawrence Washington, né en 1602 et mort le 21 janvier 1652, est un recteur anglais. Il est l'un des premiers ancêtres de la famille Washington. Il est l'arrière-arrière-grand-père du premier président des États-Unis d'Amérique George Washington.